# Запеће
Запеће је насељено место у Босни и Херцеговини у општини Добретићи. Административно припада Федерацији Босне и Херцеговине, односно њеном Средњобосанском кантону. Према попису становништва из 2013. у насељу је било 50 становника, а већинску популацију у насељу чинили су Хрвати.
До 1992. село се налазило у саставу некадашње општине Скендер Вакуф чији највећи део је ушао у састав Републике Српске где је организован као општина Кнежево.

## Становништво
По последњем службеном попису становништва из 2013. године у насељу Запеће живело је 50 становника, а село је било етнички хомогено са већинском хрватском популацијом.
| Националност | 2013. | 1991.        | 1981.        | 1971.        |
| Хрвати       | —     | 250 (100,0%) | 265 (98,88%) | 234 (98,73%) |
| Срби         | —     | 0            | 0            | 0            |
| Бошњаци      | —     | 0            | 0            | 0            |
| остали       | —     | 0            | 3 (1,11%)    | 3 (1,26%)    |
| Укупно       | 50    | 250          | 268          | 237          |